# Jeorjia Zuganeli
Jeorjia Zuganeli, gr. Γεωργία Ζουγανέλη, Geōrgía Zouganélī (ur. 5 marca 1966 w Atenach) – grecka lekkoatletka, sprinterka.
Podczas igrzysk olimpijskich w Seulu (1988) biegła w greckiej sztafecie 4 × 100 metrów, która w eliminacjach w eliminacjach uzyskała czas 45,44. Greczynki awansowały do półfinałów, tam (już bez Zuganeli) uzyskały najsłabszy czas (45,74) spośród wszystkich sztafet i odpadły z rywalizacji.
Złota medalistka mistrzostw Grecji.
Kilkukrotna rekordzistka kraju w sztafecie 4 × 100 metrów (do 44,41 w 1988):

## Rekordy życiowe
- Bieg na 100 metrów – 11,91 (1990)